# Différences
Pour l’article homonyme, voir Différences (Berio).
Albums de Michel Berger
Voyou
(1983) Michel Berger au Zénith
(1986)
Singles
1. Y'a pas de honte
Sortie : octobre 1985
2. Si tu plonges
Sortie : février 1986
3. Chanter pour ceux qui sont loin de chez eux
Sortie : juin 1986

Différences est le 8e album studio de Michel Berger sorti le 2 décembre 1985.
Dans cet album, on retrouve quatre de ses grands classiques : Chanter pour ceux qui sont loin de chez eux (repris par Lâam en 1998), Si tu plonges, Quand on est ensemble et Y'a pas de honte.

## Titres
Toutes les chansons sont écrites et composées par Michel Berger.
| 1.    | Si tu plonges                               | 4:34 |
| 2.    | Chanter pour ceux qui sont loin de chez eux | 3:40 |
| 3.    | Quand on est ensemble                       | 3:56 |
| 4.    | Il vient de toi                             | 4:01 |
| 5.    | L'Ange aux cheveux roses                    | 4:45 |
| 6.    | Splendide hasard                            | 3:48 |
| 7.    | Y'a pas de honte                            | 3:42 |
| 8.    | Plus de sentiments                          | 3:42 |
| 9.    | Ça la fait pleurer pour un rien             | 4:04 |
| 10.   | Et nulle part ailleurs                      | 4:46 |
| 41:02 |                                             |      |

## Certifications
- Or en 1987 pour 100 000 exemplaires vendus[5].